# 75 a. C.
El año 75 a. C. fue un año del calendario romano prejuliano. En el Imperio romano, fue conocido como el año 679 Ab Urbe condita.

## Acontecimientos
- Valencia es parcialmente destruida durante la guerra entre Pompeyo y Sertorio.
- Hispania romana: Batalla del Sucro. Se unen los ejércitos de Pompeyo, procónsul de Hispania Citerior y Q. Cecilio Metelo Pío, de la Ulterior. Sertorio se retira a Celtiberia.[1]
- Comienza la tercera guerra mitridática.
- Julio César es capturado por los piratas.